# Півень Євген Олексійович
Євге́н Олексі́йович Пі́вень (нар. 2 грудня 1972, Веймар, Німеччина — пом. 4 жовтня 2014, Донецьк, Україна) — підполковник Збройних сил України, загинув в ході російсько-української війни. Один із «кіборгів».

## Короткий життєпис
Народився в німецькому місті Веймар 2 грудня 1972 року. Виріс у місті Золотоноша на Черкащині. З дитинства мріяв стати офіцером за прикладом свого батька. Проживав за місцем військової служби у Миколаєві.
З 1990 року в лавах збройних сил. Після закінчення Харківського вищого військового командного танкового училища у 1994 році служив у миколаївській 40-й десантно-штурмовій бригаді, яка пізніше була перейменована на 79-у окрему аеромобільну бригаду. 1999 року закінчив Національну академію оборони України в Києві. Протягом 2010—2011 років брав участь у миротворчій операції ООН у Косові.
На час російської збройної агресії проти України майор Євген Півень служив на посаді старшого офіцера відділення по роботі з особовим складом 79-ї ОАЕМБр, виконував бойові завдання в зоні проведення антитерористичної операції, у складі 1-го батальйону бригади брав участь в обороні Донецького аеропорту.
Мав піти з аеропорту на ротацію, але добровільно залишився, щоб допомогти новоприбулим воякам зорганізувати оборону летовища. Під час чергової атаки, коли терористи застосували до 200 чоловік піхоти з гранатометами й танками, було прийняте рішення про зміну позицій роти захисників аеропорту, Євген разом із групою бійців залишився прикривати відхід у ніч проти 4 жовтня 2014-го. Група Євгена вступила в бій з ДРГ противника, що намагалася пробратися на поверх. У бою Євген був смертельно поранений від вибуху гранати.
Майору Євгену Півню посмертно присвоєно звання підполковника.
Залишилися батьки в Золотоноші, дружина та дві доньки (1998 і 1999 р.н.) у Миколаєві.
Похований у Миколаєві на кладовищі села Велика Корениха 8 жовтня 2014-го.

## Нагороди і вшанування
- За особисту мужність і високий професіоналізм, виявлені у захисті державного суверенітету та територіальної цілісності України, вірність військовій присязі нагороджений орденом Богдана Хмельницького III ступеня (посмертно), Указ Президента України від 23 травня 2015 року № 282/2015.
- Нагороджений нагрудним знаком «За оборону Донецького аеропорту» (посмертно).
- Нагороджений відзнакою Черкаської ОДА «Холодний Яр» (2015).
- 18 листопада 2015 року нагороджений недержавною відзнакою орденом «Народний Герой України» (посмертно).
- Його портрет розміщений на меморіалі «Стіна пам'яті полеглих за Україну» в Києві: секція 4, ряд 1, місце 40
- Вшановується 4 жовтня на щоденному церемоніалі вшанування українських захисників, які загинули цього дня в різні роки внаслідок російської збройної агресії[2]